# Joan Carrillo Milán
Joan Antoni Carrillo Milán (Monistrol de Montserrat, 1968. szeptember 8. –) spanyol labdarúgó, labdarúgóedző. 2023 januárjától a spanyol Lugo vezetőedzője.

## Pályafutása

### Játékosként
A Barcelona tartomány Monistrol de Montserrat nevű településén született Joan Carrillo nem tudhat magáénak igazán jelentős játékos pályafutást. Alsóbb osztályú csapatokban játszott, mint például a Girona FC, RCD Espanyol B vagy a Polideportivo Ejido. 2001-ben vonult vissza.

### Edzőként
Edzői pályafutását a spanyol RCD Espanyol csapatánál kezdte először, mint ifjúsági edző. 2006–2007-ben az akkor negyedosztályú Girona FC csapatánál volt vezetőedző, majd újra az Espanyolhoz került, mint játékosmegfigyelő, és előbb a B-csapat, majd az első csapat másodedzője. 2011-ben a magyar Videoton csapatához került Paulo Sousa edző stábjának tagjaként, mint pályaedző. A csapattal megnyerték a  2011–2012-es magyar ligakupát, a 2011-es magyar szuperkupát és a 2012-es magyar szuperkupát. 2013-ban Sousa távozott, érkezett José Manuel Gomes, aki megtartotta pályaedzőként. 2014-ben Gomes is távozott a klubtól, ekkor Carrillót nevezték ki vezetőedzőnek. Csapatával 2015. május 3-án megszerezte a klub történetének második bajnoki címét, ezzel (a finn Martti Kuusela és a cseh Miroslav Beránek után) ő lett a magyar élvonal harmadik külföldi edzője, aki bajnokságot nyert. 2015 novemberében a másodosztályú UD Almería vezetőedzője lett, de kilenc mérkőzésen hat döntetlen és három vereség volt a mérlege ezért decemberben menesztették.
2016 decemberében nevezték ki a horvát Hajduk Split élére. Első szezonjában a harmadik helyen végzett csapatával a bajnokságban. A szezon csúcspontja a Hajduk 2-0-os győzelme volt a rivális Dinamo Zagreb ellen, míg Futács Márkó 18 góljával a bajnokság gólkirálya lett. A szezon után Carillo szerződését meghosszabbították a 2017-18-as évadra, azonban 2017. november 6-án menesztették miután két nappal korábban kikapott csapatával az NK Rudeštől. 2017 decemberében a lengyel Wisla Kraków élére nevezték ki, ahol honfitársát, Kiko Ramírezt váltotta a kispadon. Első bajnoki mérkőzésén a Lechia Gdańsk ellen irányította a csapatot. 16 bajnoki mérkőzésen vezette a klubot, de mivel az 2018 júniusában csak a bajnoki tabella 6. helyén állt, 2018. június 12-én felbontották a szerződését. 2019 novemberében, miután menesztették Marko Nikolićot, visszatért Székesfehérvárra és a MOL Fehérvár FC néven szereplő Videoton vezetőedzője lett. A 2019-2020-as idény végén távozott a székesfehérvári klub éléről, amellyel 27 tétmérkőzésen 13 győzelmet, 10 döntetlent és 4 vereséget ért el, a bajnokságot pedig  a második helyen zárta. 2021. november 8-án nevezték ki a Debreceni VSC vezetőedzőjének. 2023. február 1-jén nevezték ki a spanyol Lugo élére.

## Sikerei, díjai
Videoton
- Magyar bajnokság
  - bajnok: 2014–15

## Statisztikája vezetőedzőként
| Csapat       | –tól              | –ig                | Statisztika | Statisztika | Statisztika | Statisztika | Statisztika | Statisztika | Statisztika | Statisztika |
| Csapat       | –tól              | –ig                | M           | GY          | D           | V           | RG          | KG          | GK          | GY %        |
| ------------ | ----------------- | ------------------ | ----------- | ----------- | ----------- | ----------- | ----------- | ----------- | ----------- | ----------- |
| Girona       | 2006 július       | 2007 február       | 23          | 13          | 4           | 6           | 47          | 23          | +24         | 56,5%       |
| Videoton     | 2014. június 6.   | 2015. június 30.   | 37          | 28          | 5           | 4           | 78          | 22          | +56         | 75,7%       |
| Almería      | 2015. október 19. | 2015. december 21. | 10          | 0           | 6           | 4           | 7           | 11          | –4          | 0%          |
| Hajduk Split | 2016. december 5. | 2017. november 6.  | 20          | 10          | 6           | 4           | 39          | 16          | +23         | 50%         |
| Wisła Kraków | 2018. január 1.   | 2018. június 12.   | 16          | 6           | 6           | 4           | 21          | 16          | +5          | 37,5%       |